# 티파니 드구아
티파니 드구아(프랑스어: Typhanie Degois, 1993년 1월 6일 ~ )는 전진하는 공화국!을 대표하는 프랑스의 정치인이다. 그녀는 2017년 7월 18일 프랑스 국회의원 선거에서 당선되었으며 사부아 주 1구역을 대표한다.

## 생애
티파니 드구아는 프랑스 노르 주에서 태어나서 7살에 사부아 주로 이사했다. 그녀는 팡테옹 아사스 대학교에서 국제경영법 석사 학위를 받았다.
그녀는 동물인권협회인 Fondation Brigitte Bardot의 회원이다.
그녀는 2013년 중도우파 성향의 민주당-무소속 연합에 가입하였으나 다음해 탈퇴하였다. 그녀느 전진!이 설립된 다음날 가입하였고 엑스레벵의 운동에 장을 세웠다.
2017년 국회의원 선거에서 그녀는 50.76%를 득표하여 당선되었으며 지난 20년간 공화당에서 의석을 유지해온 도미니크 도르(Dominique Dord)를 근소한 차이로 앞섰다. 24세의 나이로, 그녀는 전진!의 최연소 의원이 되었고 전체 의원에서는 국민전선의 뤼도비크 파조(Ludovic Pajot)에 이어 2번째로 어린 의원이다.

## 같이 보기
- 2017년 프랑스 총선